# Julius Schädler
Julius Schädler (Triesenberg, 8 settembre 1941 – 17 maggio 2001) è stato uno slittinista liechtensteinese.

## Partecipazioni olimpiche
| Competizione | Pos. | Data            | Città    |
| ------------ | ---- | --------------- | -------- |
| Singolo      | DSF  | 4 febbraio 1968 | Grenoble |